# Ровненский городской совет
Ровненский городско́й сове́т (укр. Рівненська міська рада) —  административно-территориальная единица и орган местного самоуправления в Ровненской области с административным центром в городе Ровно, имеющий статус города областного значения и является административным центром области.

## Состав совета
Общий состав совета: 42 депутата.

Количество депутатов в группах и фракциях:
| Субъект выдвижения                  | Количество избранных депутатов | %     |
| ----------------------------------- | ------------------------------ | ----- |
| Европейская солидарность            | 10                             | 23.81 |
| Слуга народа                        | 7                              | 16.67 |
| Ровно Вместе                        | 7                              | 16.67 |
| Голос                               | 5                              | 11.90 |
| Батькивщина                         | 5                              | 11.90 |
| За будущее                          | 4                              | 9.52  |
| Всеукраинское объединение «Свобода» | 4                              | 9.52  |